# Riu Llyfni
El Riu Llyfni (Afon Llyfni en gal·lès) és un curs d'aigua que corre pel comtat de Gwynedd, al nord de Gal·les.
Té el seu origen entre les muntanyes de Mynydd Mawr i Mynydd Drws-y-Coed, a l'oest de l'Yr Wyddfa (Snowdon en anglès), la muntanya més alta del país. El curs principal del riu s'origina al llac Nantlle i passa per les grans pedreres de pissarra, ara inundades, de la vall del Nantlle (Dyffryn Nantlle). Segueix pel sud de Talysarn i Pen-y-Groes, creua el poblet de Llanllyfni, a qui dona nom, i desemboca al Mar d'Irlanda a Pontllyfni.